# Webi Gestro
Webi Gestro (auch Weyib; Wabē Gestro; Weyb oder Web) ist ein Fluss im Osten Äthiopiens in der Somali-Region.

## Verlauf
Er entspringt im Somali-Hochland im Bale-Mountains-Nationalpark nahe Goba in der Oromia-Region. Er fließt erst nach Osten durch die Sof-Omar-Höhlen und dann südöstlich, bis er bei Uolaiddaia in den Ganale mündet.

## Zuflüsse
Der Gestro (Web) hat eine Vielzahl an Zuflüssen, die Richtung Norden aus dem Nationalpark fließen: 
- Albabo
- Dalacha
- Danka
- Dimbeeba
- Garano
- Gaysay
- Kabasha
- Kaficho
- Keyrensa
- Lolla
- Micha
- Shaya
- Shaya Gugesa
- Tayanta
- Togona
- Toroshama
- Walla
- Wasama
- Zetegn Melka.[4]